# أولاد معاشو العيايدة (راس العين)
أولاد معاشو العيايدة هي إحدى مشيخات المملكة المغربية، تتبع جغرافيا لإقليم اليوسفية وإداريًا لراس العين. يقدر عدد سكانها بـ 6043 نسمة حسب الإحصاء الرسمي للسكان والسكنى لسنة 2004.